# نسبة مالية

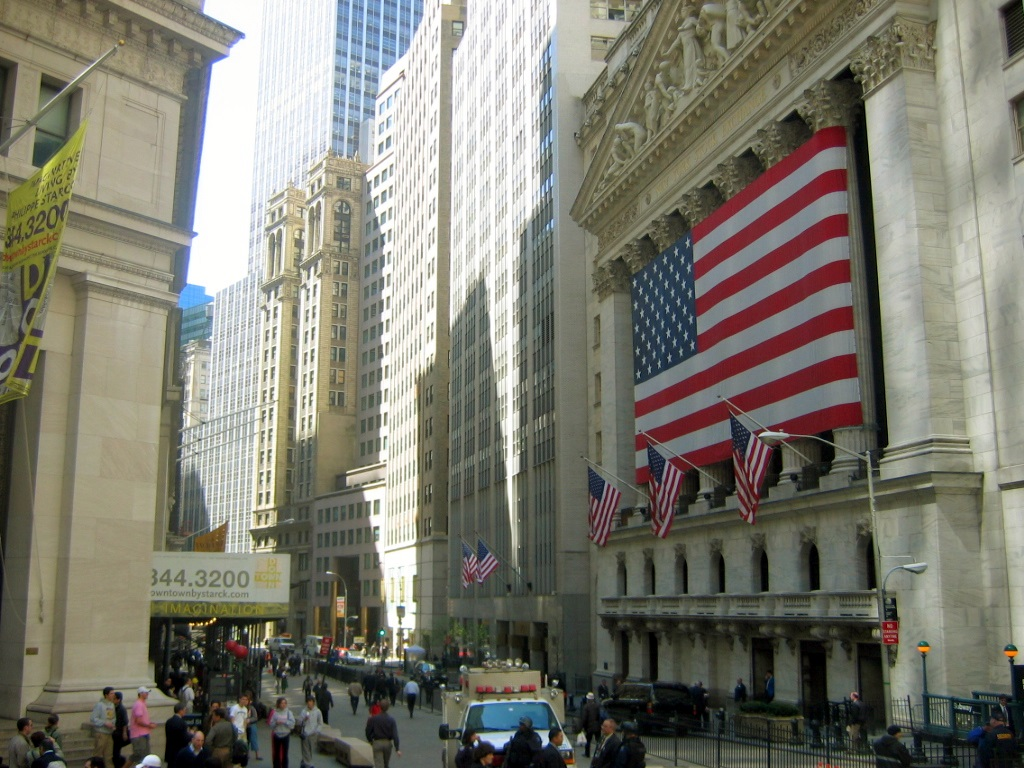

النسب المالية (أو المؤشرات المالية) (أو المُعدلات المحاسبية)هي العلاقة بين متغيرين (رقمين) موجودين في القوائم المالية تربطهما علاقة كمية أو دلالة مشتركة. عادةً ما تستخدم في المحاسبة، وهناك الكثير من النسب المالية المتعارف عليها التي تستخدم لتقيم الحالة المالية العامة للشركات أو المنظمات الأخرى. النسب المالية يمكن أن يستخدمها المديرين داخل الشركة، مساهم حالي أو مستقبلي للشركة وأيضاً من قبل دائن حالي أو مستقبلي. المحلل المالي يستخدم النسب المالية لمقارنة نقاط القوة والضعف في مختلف الشركات.
المؤشرات المالية قد تكون عدد عشري مثل 1.3 أو نسبة مئوية مثل 10% . تستخدم المؤشرات المالية على شكل نسبة مئوية إذا كانت قيمتها عادةً أقل من 1 بينما تستخدم المؤشرات على شكل رقم عشري إذا كانت قيمتها عادةً أكبر من 1. على أي حال كتابة المُعدلات باي من الطريقتين سيكون مقبول ولكن استخدام هذا المبدأ يجعلها أكثر سهوله للفهم.